# Scolopendra indica
Scolopendra indica är en mångfotingart som beskrevs av Frederik Vilhelm August Meinert 1886. Scolopendra indica ingår i släktet Scolopendra och familjen Scolopendridae. Inga underarter finns listade i Catalogue of Life.